# Денні Боффен
Денні Боффен (фр. Danny Boffin, нар. 10 липня 1965, Сінт-Трейден) — бельгійський футболіст, що грав на позиції півзахисника.
Виступав за низку бельгійських клубів, французький «Мец», а також національну збірну Бельгії.

## Клубна кар'єра
Боффен почав свою кар'єру в клубі з рідного міста «Сент-Трюйден» у віці 11 років. У 1985 році він дебютував за основну команду. У 1987 році разом із своїм майбутнім партнером по збірній Бельгії Марком Вильмотсом вони допомогли команді вийти в елітний бельгійським чемпіонат.
Після вдалої гри за «Сент-Трюйден» на Боффена звернули увагу багато бельгійських команд. У 1987 році він перейшов в «Льєж». Ініціатором переходу став тренер команди Робер Васеж. У сезоні 1988/89 він допоміг клубу пробитися в зону УЄФА. Денні допоміг «Льєжу» пробитися в 1/8 фіналу змагання, взяв участь у розгромі люксембурзького «Уніона» та перемозі над португальською «Бенфікою».
У 1990 році Боффен виграв у складі клубу кубок Бельгії, а також допоміг команді вийти в основний турнір Ліги чемпіонів.
Влітку 1991 року Денні підписав контракт з «Андерлехтом». У складі нового клубу Боффен тричі виграв чемпіонат Бельгії. Він досить швидко став одним з лідерів команди і навіть коли в середині 90-х багато футболістів «фіолетових» виїхали за кордон, Боффен залишився в клубі, опинившись найстаршим футболістом.
1997 року, у віці 32-х років, Боффен перейшов у французький «Метц». Він провів у команді три сезони і був одним з ключових футболістом поряд у Робером Піресом. У своєму першому сезоні Данні допоміг клубу завоювати срібні медалі Ліги 1. Незважаючи на впевнену гру, в силу віку контракт з Боффеном продовжений не був.
Маючи велику кількість пропозиція від інших клубів, Данні все ж повернувся на батьківщину в рідній «Сент-Трюйден». Він допоміг команді покинути зону вильоту і закріпитися в середині таблиці, а також дійти до фіналу кубка країни.
У січні 2004 року Боффен перейшов в льєзький «Стандард». Денні отримав кілька травм, але все ж взяв участь у чотирьох зустрічах чемпіонату. По закінченні сезону Боффен покинув клуб. Через відсутність пропозицій він вирішив завершити кар'єру.

## Міжнародна кар'єра
23 серпня 1989 року в товариському матчі проти збірної Данії Боффен дебютував за збірну Бельгії.
У 1994 році він був включений в заявку національної команди на чемпіонаті світу у США. На турнірі Денні зіграв у трьох зустрічах проти збірної Марокко, Саудівської Аравії та Німеччини.
3 червня 1998 року в матчі проти збірної Колумбії забив свій перший гол за збірну. У тому ж році він вдруге поїхав на чемпіонат світу. На турнірі Боффен зіграв лише у двох поєдинках проти Нідерландів та
Мексики. У зустрічі проти мексиканців він на початку матчу отримав травму коліна і був замінений на Герта Вергеєна.
2000 року Боффен разом з найкращим снайпером чемпіонату Бельгії Тоні Броньо були виключені із заявки збірної на домашній Євро в останній момент.
У 2002 році тренер бельгійців Робер Васеж все ж узяв Боффена на чемпіонат світу у Японії і Південній Кореї, але як запасного. Данні не провів на полі жодної хвилини. Відразу після закінчення першості 36-річний Боффен закінчив кар'єру в національній команді. За збірну він провів 53 зустрічі й забив 1 гол.

## Титули і досягнення
- Чемпіон Бельгії (3):

«Андерлехт»: 1992-93, 1993-94, 1994-95
- Володар Кубка Бельгії (2):

«Стандард» (Льєж): 1989-90
«Андерлехт»: 1993-94
- Володар Суперкубка Бельгії (2):

«Андерлехт»: 1993, 1995